# União Nacional
La União Nacional (UN), traducible al español como "Unión Nacional", fue un movimiento político portugués, concebido para ser el partido único del régimen salazarista o Estado Nuevo. En sus últimos años de existencia fue renombrada como Ação Nacional Popular (ANP, Acción Nacional Popular). Desapareció en 1974, tras la Revolución de los Claveles.
La base ideológica fundamental de la União Nacional fue un corporativismo católico.

## Historia
El partido fue fundado el 30 de julio de 1930.
Tras la instauración de una dictadura en 1926 y la consiguiente prohibición de los partidos políticos, la Unión Nacional se convirtió así en el único partido político permitido durante la dictadura salazarista, al cual muchos "notables", terratenientes, ingenieros u hombres de negocios se afiliaron. Durante sus primeros años, Salazar organizó movimientos parejos a la União Nacional como fueron las juventudes, Mocidade Portuguesa, y una milicia paramilitar, la Legión Portuguesa. Dentro de la Mocidade, también fue creada una sección juvenil femenina. Otras facciones derechistas que existían en Portugal, como el Movimento Nacional-Sindicalista de Francisco Rolão Preto, fueron inicialmente tolerados por el régimen. Sin embargo, en 1934 las milicias de Rolão Preto fueron aplastadas y el resto acabó integrándose en la Unión Nacional.
Con la aprobación de la Constitución de 1933 funcionó como el único partido que podía presentar listas en las elecciones, cosa que vino ocurriendo a partir de los comicios de 1934 en adelante. Las elecciones parlamentarias de 1934 fueron ganadas por la Unión Nacional, cuyos candidatos se hicieron con un 80 % de los votos. A pesar del falseamiento electoral y del control del voto, Salazar utilizaría el supuesto gran respaldo popular como un instrumento para respaldar su régimen. En las elecciones de 1945 y en las presidenciales de 1949 (para contentar la presión de los vencedores de la Segunda Guerra Mundial) también concurrió el Movimento de Unidade Democrática (MUD), en estas últimas con José Norton de Matos como candidato de la oposición contra el presidente Óscar Carmona. El MUD acabó por retirarse en ambas elecciones por falta de condiciones para presentar su candidatura, y solo se presentaron a votación las listas de União Nacional.
A pesar de la teórica apertura que se produjo en 1945, nunca hubo una verdadera oportunidad de organización de oposición política, de modo que hasta 1974 el partido único tuvo el monopolio de la representación parlamentaria, eligiendo siempre la totalidad de los diputados y asegurándose de que los tres presidentes de la República electos bajo el régimen fueran los que apoyaba (el mariscal Óscar Carmona, electo para cuatro mandatos sucesivos, Francisco Craveiro Lopes, electo para un mandato, y Américo Tomás, electo para tres mandatos). No obstante, no todos los miembros de las altas instituciones eran necesariamente miembros de la União Nacional.
Tras la muerte de Salazar, en 1970 el partido cambió su nombre a Ação Nacional Popular (en español "Acción Nacional Popular"), en un intento por desvincularse del pasado salazarista y ofrecer una imagen de renovación a la población portuguesa. Este intento de desvincularse del pasado no implicó la disolución de las milicias paramilitares o de las juventudes, la Mocidade, ni tampoco un cambio en la élite dirigente. Dado que la vieja guardia siguió controlando los resortes del poder, los miembros más jóvenes y/o liberales se vieron automáticamente empujados a las filas de la oposición. Tras la Revolución de los Claveles, el partido desapareció.

## Organización
De organización centralizada e íntimamente ligada al Gobierno, la UN —y más tarde su sucesora, la Acción Nacional Popular— fueron siempre dirigidas en la cúspide por el primer ministro en ejercicio: primero António de Oliveira Salazar, que se aseguró la presidencia de la Comisión Central a título vitalicio, y más tarde, tras su apartamiento del poder, por Marcelo Caetano. A diferencia de lo que ocurría en la Alemania nazi o en la Italia fascista, la Unión Nacional no fue un partido de masas, ni se caracterizó por una militancia especialmente activa. Por el contrario, ofreció a Salazar un elitista cuadro de dirigentes al que poder recurrir en determinadas circunstancias.
Sus estatutos, inspirados por el dictador Salazar, no le conferían denominación de partido, ya que según el propio Salazar, los partidos que rigieron el país hasta 1926 dividían a la sociedad portuguesa. Esta asociación estaba destinada a unir a todos los portugueses en su torno, como un mecanismo totalitario.
A lo largo de su existencia, la Unión Nacional realizó cinco congresos: en 1934, 1944, 1951, 1956 y 1970.